# جون أوزوالد (موسيقي)
جون أوزوالد هو فنان صوت ‏ وملحن وموسيقي كندي، ولد في 30 مايو 1953 في كيتشنر في كندا.

## وصلات خارجية
- الموقع الرسمي
- جون أوزوالد على موقع IMDb (الإنجليزية)
- جون أوزوالد على موقع ميوزك برينز (الإنجليزية)
- جون أوزوالد على موقع أول ميوزيك (الإنجليزية)
- جون أوزوالد على موقع ديسكوغز (الإنجليزية)